# Monofilní příze

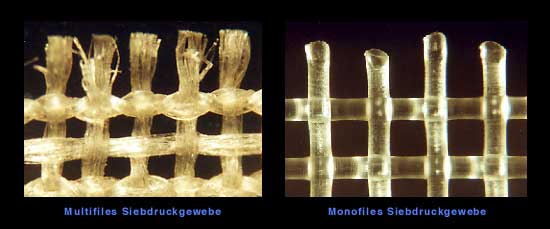
Vlevo multifilní a vpravo monofilní příze ve tkanině (cca 20x zvětšené)

Monofilní příze je délková textilie sestávající z jediného filamentu.

## Výroba

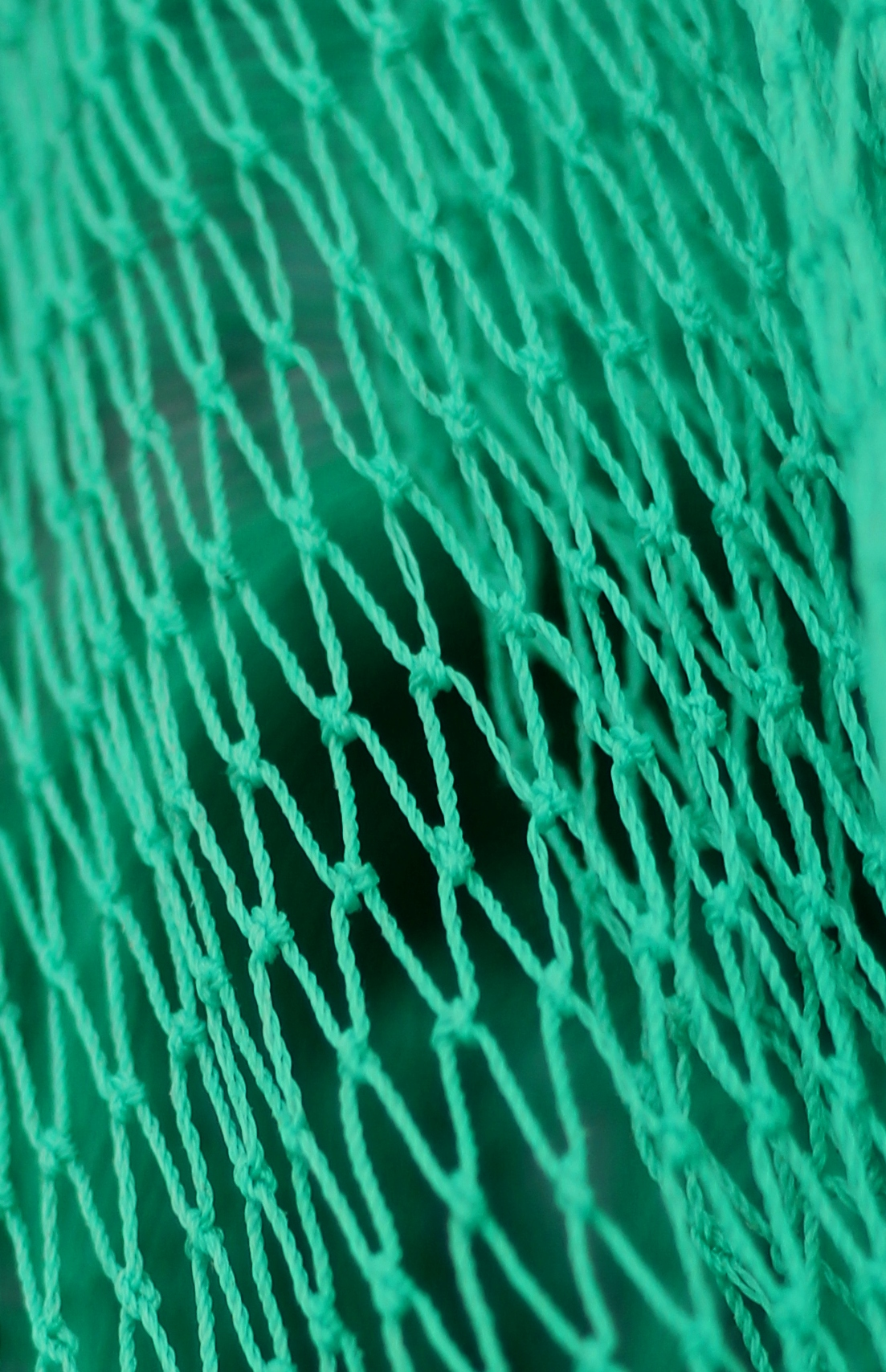
Rybářská síť z monofilamentu HDPE (3,5 tex × 3)

### Surovina
Polyamid (více než 80 %) polyester, speciální materiály.

### Technologie
Tavné zvlákňování s jednou nebo více tryskami pod tlakem až 25 000 kPa při obvyklé teplotě 190 °C a rychlosti do 500 m/min. Vlákna se dlouží 4–7 násobně na běžný průřez cca 0,2–0,4 mm (jemnost 360–1100 dtex), nejjemnější mohou být až pod 0,03 mm, monofilům tlustějším než 0,1 mm se obvykle říká dráty.
Monofilní příze se vyrábějí také  skané, ovíjené (wrapped) a tvarované.

### Pseudomonofilní nit
sestává z jádra z několika seskaných syntetických monofilních nití a z pláště z taveniny ze stejného materiálu. Použití: Výlučně jako chirurgické šicí nitě.

## Vlastnosti
Příze je méně pružná než multifilamenty, při nízkých teplotách je termoplastická a při vyšších teplotách se snadno sráží.
Výhody oproti multifilamentům: např. u tenisových raket, chirurgických nití, rybářských sítí.

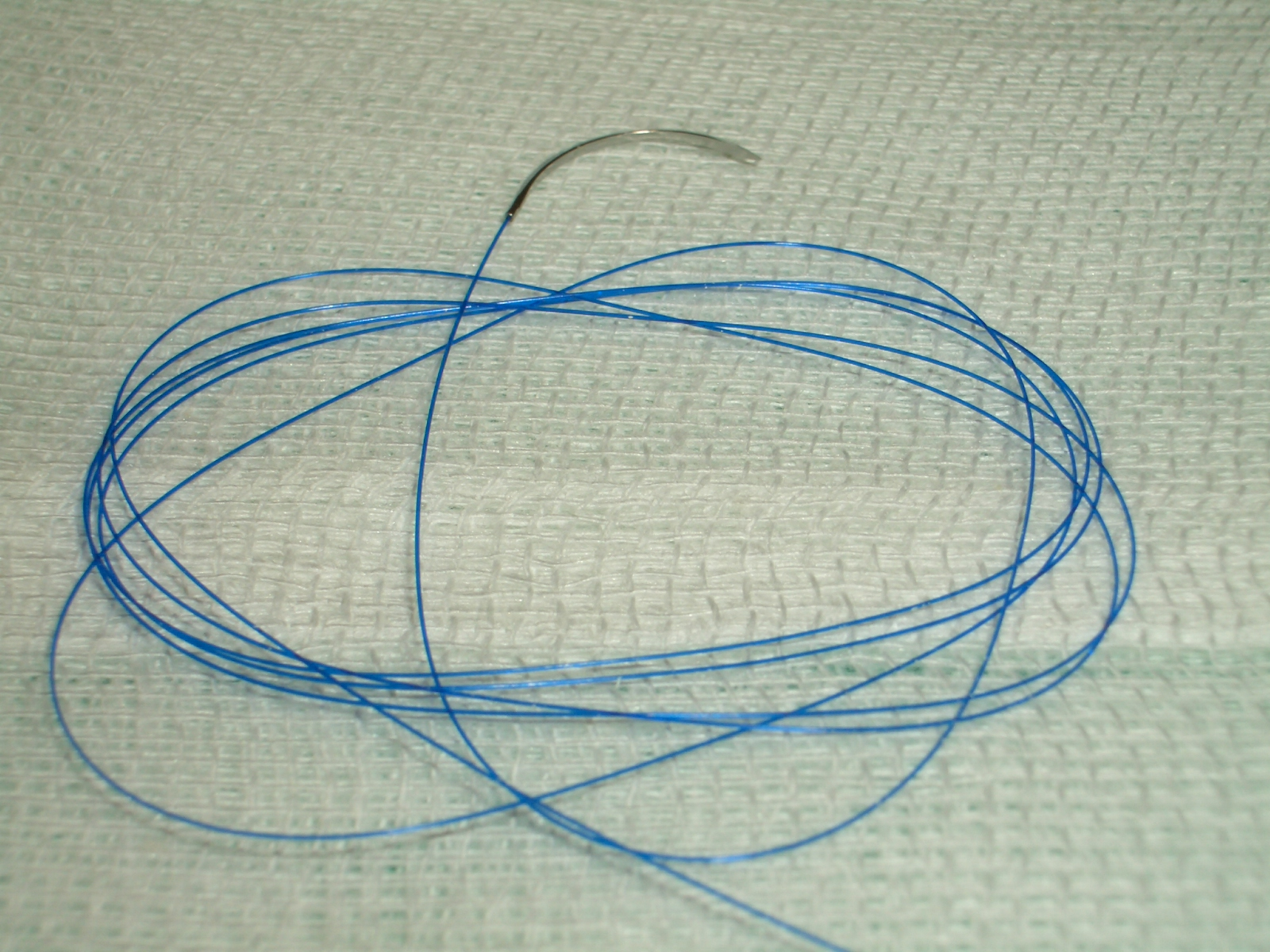
Chirurgická nit z monofilamentu PVDF (polyvinylidefluorid)

## Použití
Celosvětová výroba se odhadovala v roce 2020 na cca 450 tisíc tun, z toho více než 80 % z polyamidů s výnosem z prodeje 1,9 miliard USD. Na použití se podílely: spotřební předměty a zařízení (sport, umělý trávník) asi 35 %, rybářské sítě 22 %, chirurgické nitě 20 %, pneumatikové kordy 17 %.